# Stellicola oreastriphilus
Stellicola oreastriphilus is een eenoogkreeftjessoort uit de familie van de Lichomolgidae. De wetenschappelijke naam van de soort is voor het eerst geldig gepubliceerd in 1877 door de Duitser Robby Kossmann.
Kossmann verzamelde de soort tijdens een expeditie in de Rode Zee niet ver van Massawa. Ze leefde op de zeester Asteropsis carinifera. Het eenoogkreeftje was geel en 0,86 mm lang.